# 奧斯汀·斯科特
奧斯汀·斯科特（James Austin Scott；1969年12月10日—）是一位美國政治人物，共和党研究委员会成员。他從2011年起擔任喬治亞第8選舉區選出的美國眾議院議員。他的黨籍是共和黨。斯科特畢業於喬治亞大學，曾經是一位商人。斯科特在26歲時當選喬治亞州州議員。2010年，斯科特當選眾議院議員。在俄罗斯入侵乌克兰期间，斯科特始终支持对乌克兰的军事援助。